# Château de Bossey
Pour les articles homonymes, voir Bossey (homonymie).
Le château de Bossey et son domaine sont situés près de Genève sur la commune de Bogis-Bossey (Suisse). La maison de maître a été construite en 1722.
Dans les années 1930 le domaine héberge une école active au Petit-Bossey et un collège pour jeunes filles américaines au château. Il est le siège de l’Institut œcuménique depuis 1946.

## Situation
Le château et ses dépendances se trouvent essentiellement sur la commune vaudoise de Bogis-Bossey. En ce lieu la commune ne concerne cependant qu’une étroite bande de terre de 300 à 500 mètres de large s’étendant au sud-est du village de Bogis. Dans cette zone se trouvent Petit-Bossey, le hameau et château de Bossey et le domaine de Belle-Ferme.
Le domaine de Bossey s’étendait au XVIIIe siècle jusqu’au bord du lac. En témoigne l’allée rectiligne datant probablement de l’époque de construction de la maison de maître, de près de 2 km, qui serait la plus longue de Suisse. Sur sa partie basse, cette voie fait frontière entre les communes de Founex et de Céligny. La commune de Founex a racheté cette allée en 2018, une bande de terrain de près de 18 000 m2, au Conseil œcuménique des Églises qui est propriétaire du domaine depuis 1950.
Bossey est deux fois plus proche du village de Céligny que de celui de Bogis. De plus Bossey se trouve entre deux parties de la commune de Céligny, exclaves du canton de Genève à l'intérieur du canton de Vaud. La commune vaudoise de Founex longe les jardins de Bossey, au sud-est. Céligny touche le Petit-Bossey au nord-est.

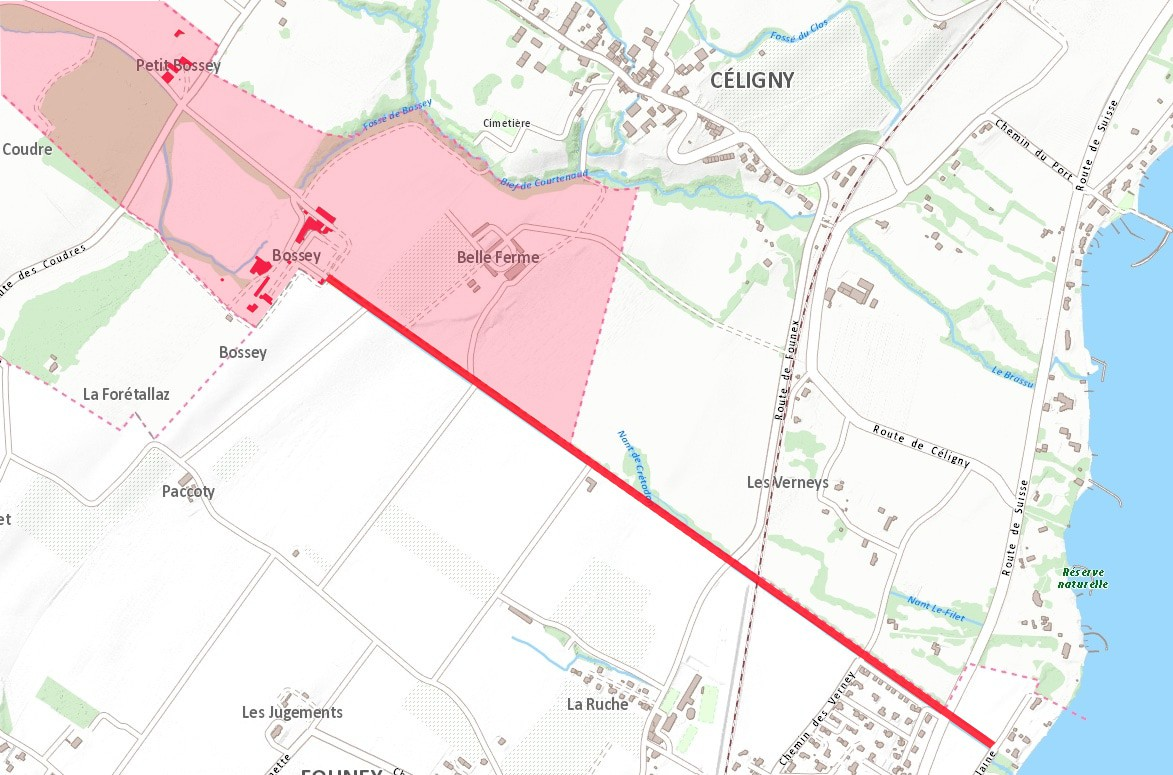
Bossey, Petit-Bossey, allée de Bossey
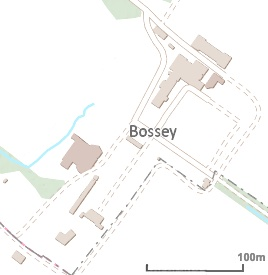
Bossey
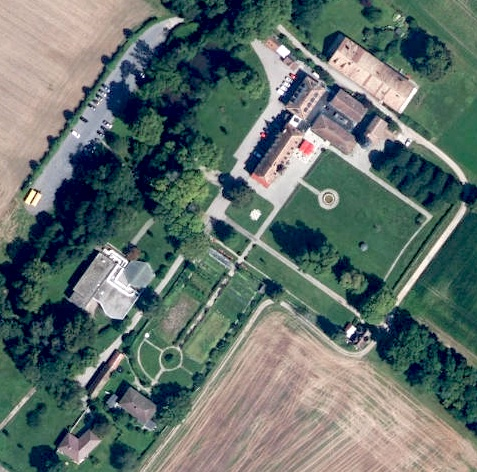
Bossey en 2021

## Jusqu’auXIXesiècle
Le domaine féodal de Bossey est mentionné en 1125. Il est alors donné à l'abbaye de Bonmont par Humbert de Grammont, évêque de Genève. Il dépend de l’abbaye jusqu'à la Réforme.
Trois membres de la famille Turrettini sont successivement « seigneurs de Bossey » : Horace Bénédict (1651-1728, épouse en 1681 Jeanne-Louise Buisson), son fils Jean Louis (1697-1753, épouse en 1736 Andrienne Rilliet), puis le fils de ce dernier Horace Jean Louis (1746-1828, épouse Marthe Jeanne Louise Sales),.
Le bâtiment principal du domaine de Bossey est une maison de maître construite par la famille Turettini en 1722, et dotée d’une tour médiévale du XIIe siècle. Il est plusieurs fois revendu au cours du XIXe siècle. Madame de Staël achète Bossey en 1809 pour son fils Auguste qui le revend deux ans plus tard. C'est alors un centre intellectuel et mondain.

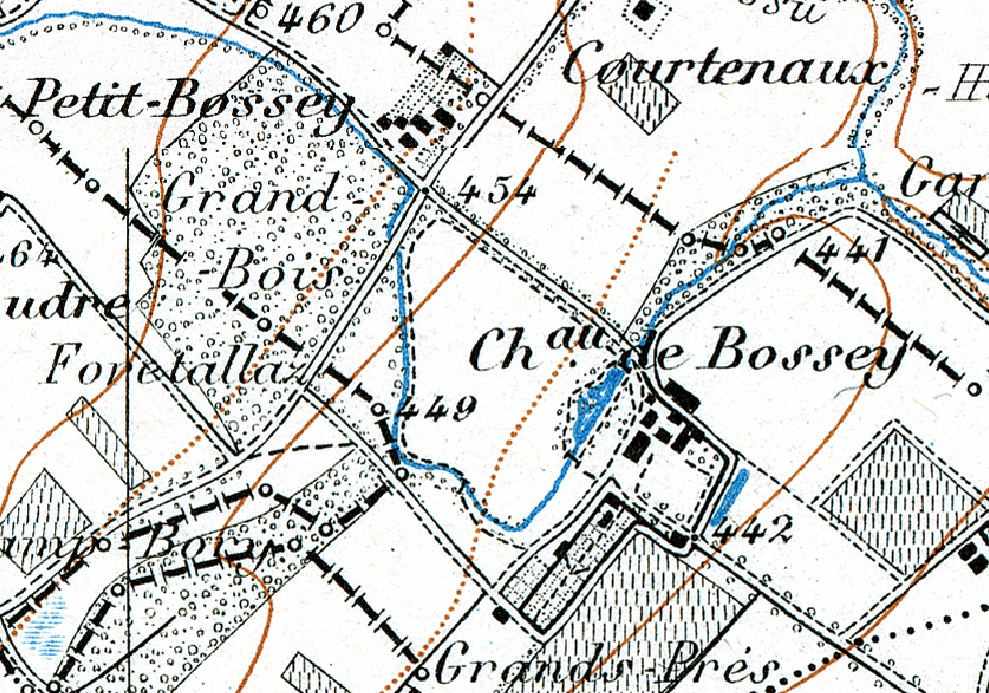
Bossey, Petit-Bossey, carte 1898-1915
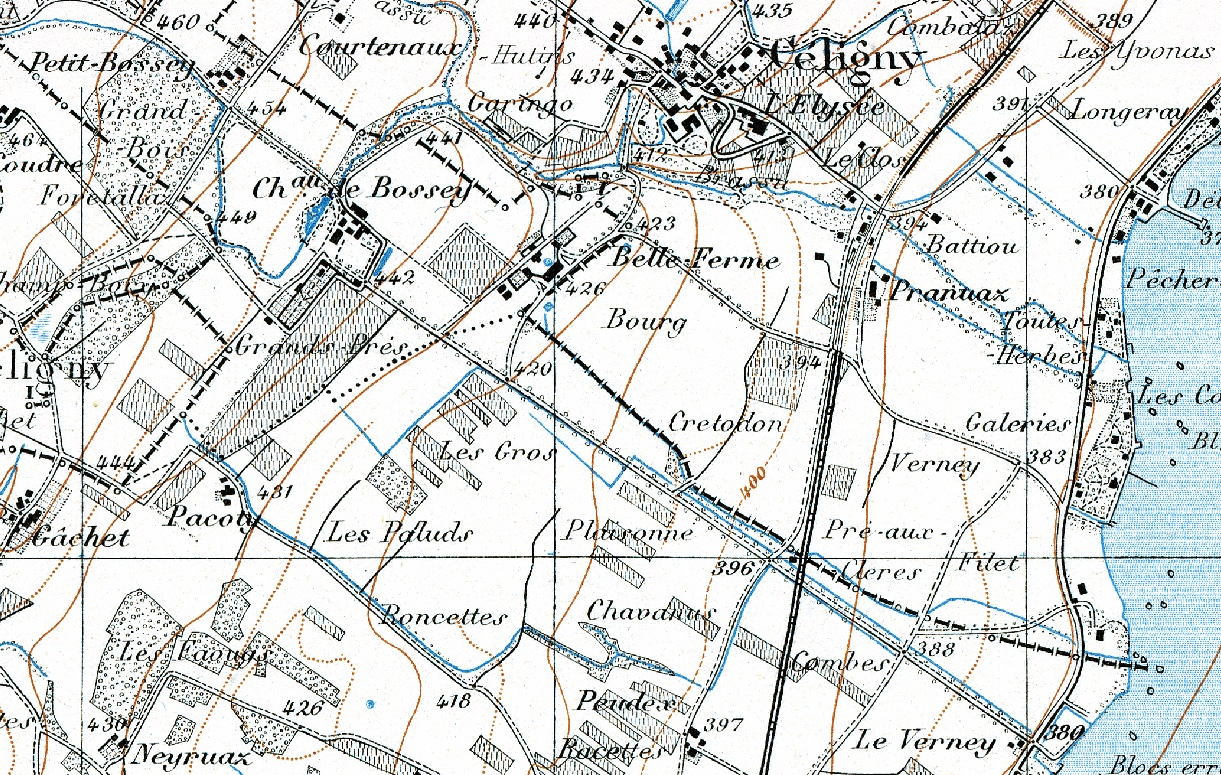
Bossey et son allée, Céligny, carte 1898-1915
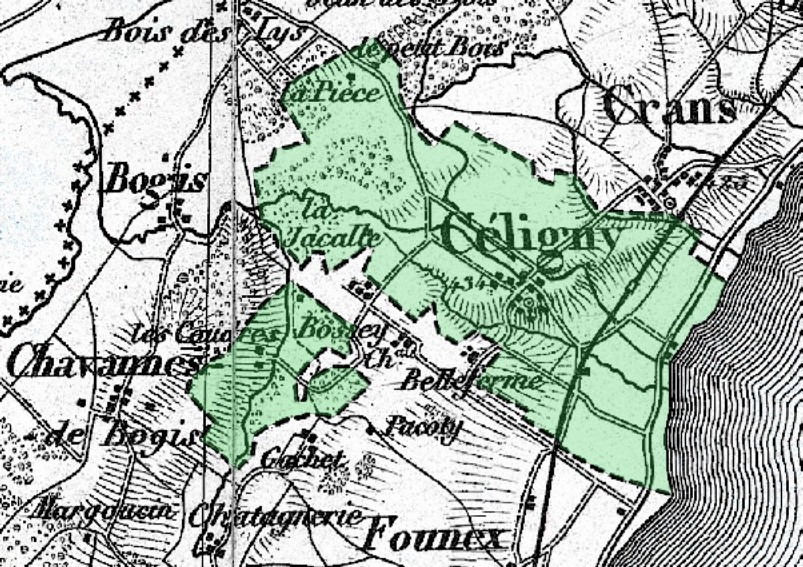
Frontières de Céligny au XIXe siècle

## Avant 1946
Le château serait devenu en 1930 un collège pour jeunes filles américaines, le Geneva College for Women, qui accueille en 1936-1939 des événements à caractère culturel et philanthropique .

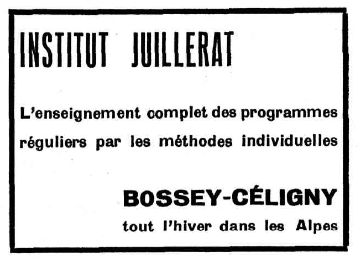
Publicité, Journal de Genève, 1937.

Dès 1931, l’institut Juillerat du Petit-Bossey accueille des garçons et filles de cinq à quatorze ans, il applique des « méthodes de l’École active » et propose « un travail individuel bien conduit »,. L’institut qui « réunit une élite d’enfants de tous pays » accueille en 1933 et en 1934 des fils de l’empereur de Perse, dont le fils héritier. L’impératrice séjourne durant l’été 1934 au château de Bossey, « manoir vraiment royal, propriété de la famille Chenevière »,. La pédagogue Elisabeth Huguenin dirige l’institut en 1935-1937. Les biens de l’institution Juillerat sont vendus aux enchères en juillet 1938 : bâtiments, ferme et communs, jardin, champs, terrains de jeu et de sport, bois, serres, sur les cantons de Vaud et de Genève, dont « Au Petit-Bossey ». Ils appartiennent alors au chef de l’institut, Louis-Édouard Juillerat.
Dès 1939, les bâtiments de Bossey sont utilisés pour l'internement de militaires polonais venant de France[source insuffisante].

## Institut œcuménique
L’Institut œcuménique de Bossey est créé en 1946, il a son siège au Château de Bossey et utilise aussi le Petit-Bossey. Le domaine devient en 1950 propriété du Conseil œcuménique des Églises (fondé entretemps, en 1948) et dont dépend désormais l’Institut.
Des transformations importantes sont faites aux bâtiments en 1950-1951. Deux dépendances sont démolies, de nouvelles annexes sont bâties. Le château perd une de ses tours, une trentaine de chambres sont aménagées dans les étages. Au rez-de-chaussée, le grand salon conserve ses boiseries « richement sculptées », attribuées à Jean Jaquet, et son parquet.
Depuis 2002, le Château de Bossey est aussi utilisé comme centre de conférences et de congrès par des groupes externes,.

## Galerie

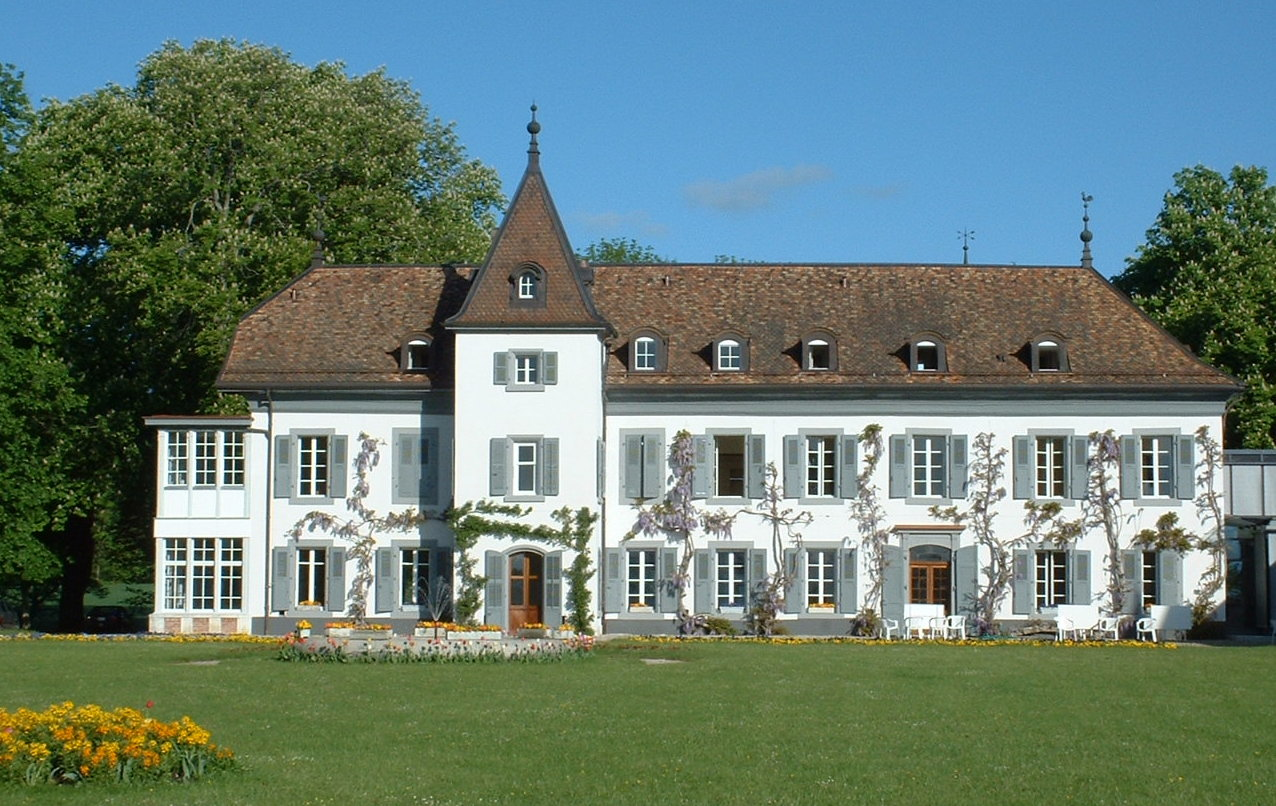
Château
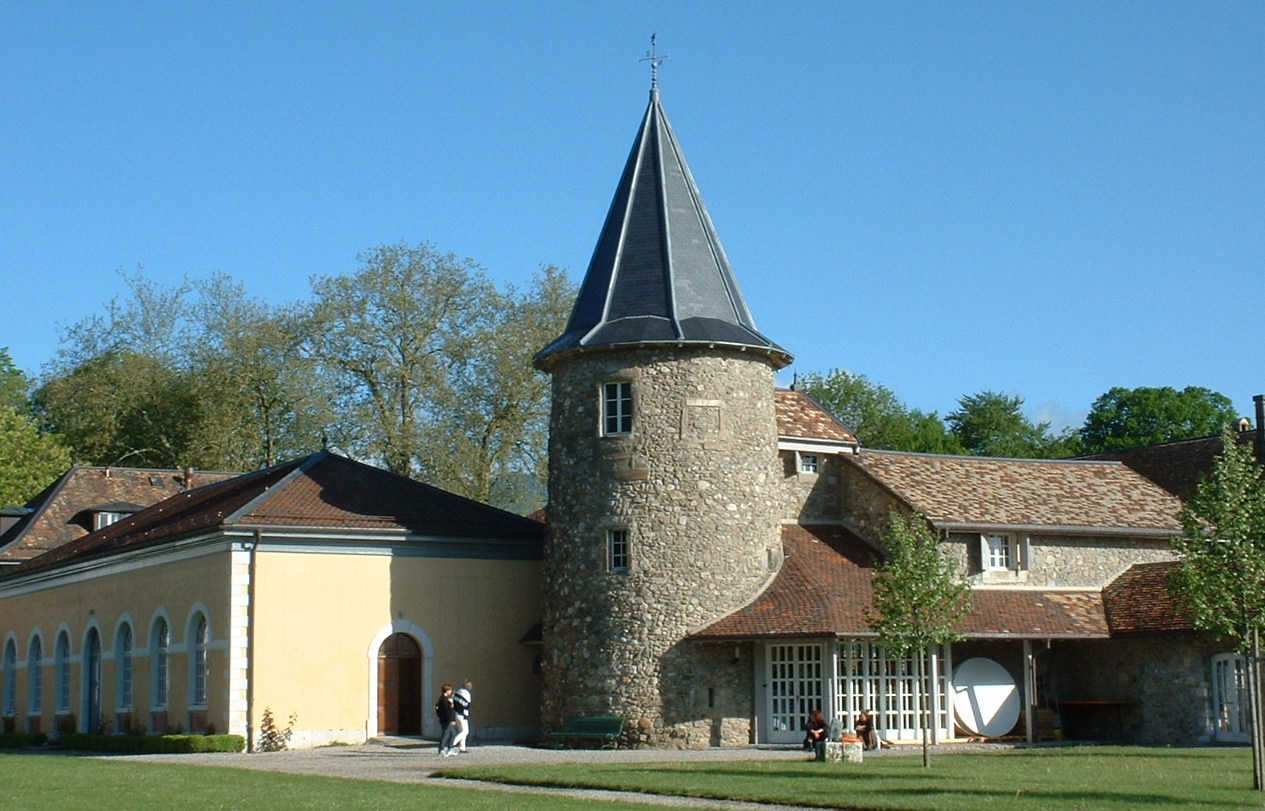
Orangerie, tour, chapelle
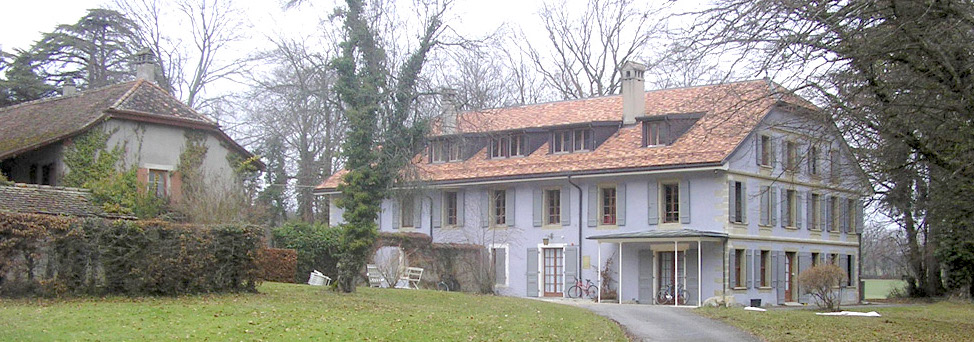
Petit-Bossey